# Euonymus hui
Euonymus hui är en benvedsväxtart som beskrevs av J.S. Ma. Euonymus hui ingår i släktet Euonymus och familjen Celastraceae. Inga underarter finns listade.